# Catherine Lemorton

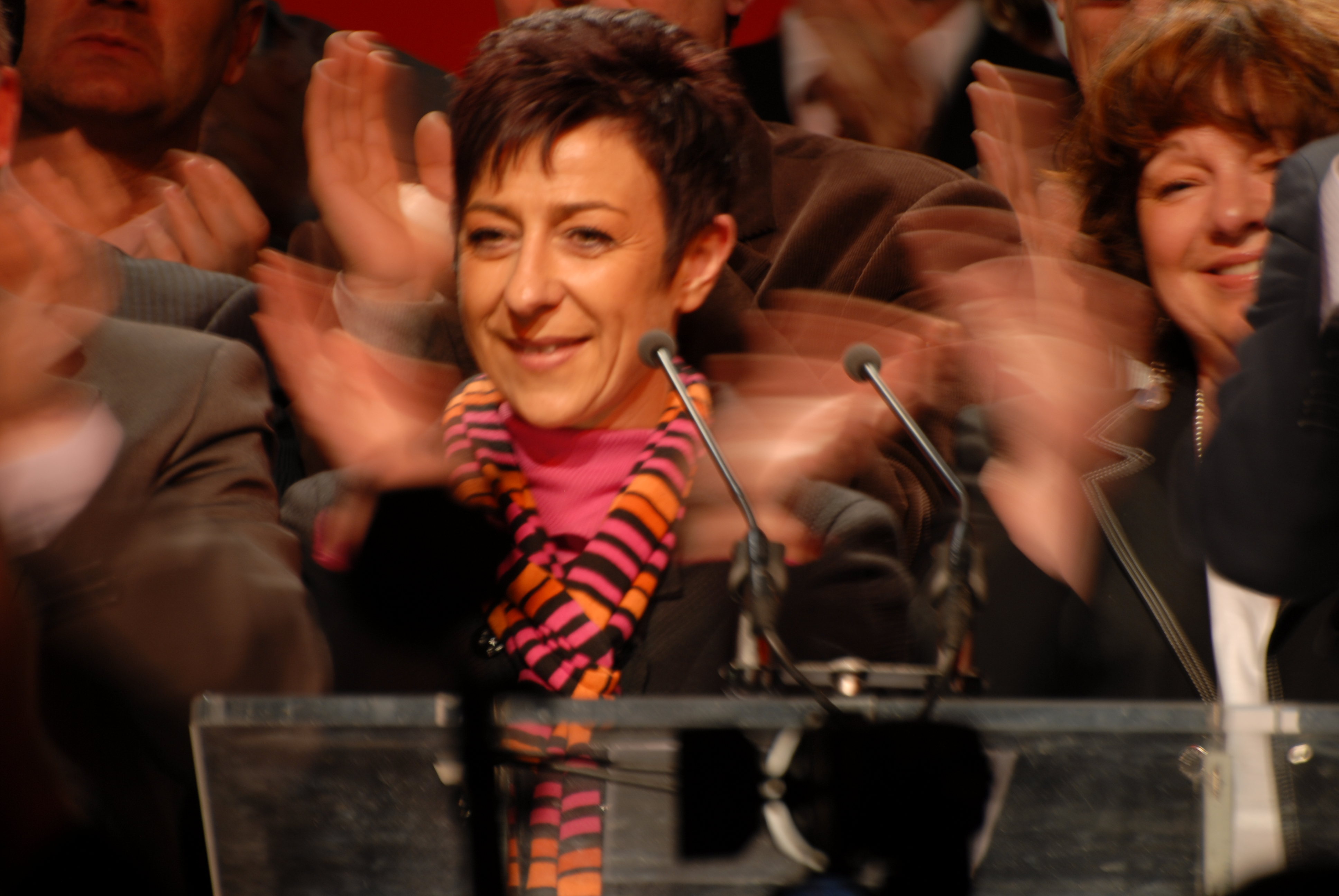
Catherine Lemorton

Catherine Lemorton (* 20. Juni 1961 in Troyes) ist eine französische Politikerin. Sie ist seit 2007 Abgeordnete der Nationalversammlung.
Lemorton studierte von 1979 bis 1984 in Amiens und Toulouse den Beruf der Apothekerin, den sie danach ausübte. 1995 eröffnete sie in Toulouse eine eigene Apotheke und kümmerte sich ab 1996 ehrenamtlich um Drogenabhängige. Im April 2002 trat sie der Parti socialiste bei. Für diese wurde sie bei den Parlamentswahlen 2007 im ersten Wahlkreis des Départements Haute-Garonne in die Nationalversammlung gewählt. 2012 wurde sie als Abgeordnete wiedergewählt.